# Discocyrtus latus
Discocyrtus latus is een hooiwagen uit de familie Gonyleptidae.